# Pheneps darwinii
Pheneps darwinii is een keversoort uit de familie keikevers (Psephenidae). De wetenschappelijke naam van de soort werd in 1880 als Psephenus darwinii gepubliceerd door Charles Owen Waterhouse.